# Isole Falkland
Le Isole Falkland (in inglese Falkland Islands, AFI: /ˈfɔːklənd/; in spagnolo Islas Malvinas) o Malvine (oggi antiquato Maluine /maluˈine/) sono un territorio d'oltremare del Regno Unito il cui capoluogo è Stanley.
Si tratta di un arcipelago dell'oceano Atlantico meridionale rivendicato dall'Argentina, che lo considera parte integrante del proprio territorio nazionale.
Nel 1982 la dittatura militare argentina occupò l'arcipelago - precedentemente occupato dal Regno Unito nel 1833 - dando origine a un conflitto con il Regno Unito noto come Guerra delle Falkland, che vide il Paese sudamericano sconfitto.

## Etimologia

### Falkland
Il nome ufficiale in lingua inglese Falkland deriva dal capitano inglese John Strong che nel 1690 chiamò lo stretto tra due isole "Falkland Sound", in onore dell'ufficiale di bordo Anthony Cary, quinto visconte di Falkland, che a sua volta prende il nome dal paese di Falkland (Fáclann) in Scozia; il nome è poi passato ad indicare le isole principali oltre che lo stretto.

### Malvine
Il nome Malvine (in spagnolo Malvinas, utilizzato in Argentina e in tutti i Paesi ispanofoni) deriva dal nome in lingua francese Îles Malouines coniato nel 1764 dal navigatore francese Louis Antoine de Bougainville; il nome deriva dal fatto che i primi colonizzatori europei delle isole si riteneva fossero provenienti dalla cittadina francese di Saint-Malo (Bretagna), e detti quindi Malouin; a sua volta il nome della cittadina francese derivava da san Maclovio - in francese Malo o Maclou - un monaco peraltro di natali britannici (Mac Low, dal Galles).

## Geografia
L'arcipelago delle Falkland è formato dall'isola di Falkland Occidentale (Gran Malvina/West Falkland), dall'isola di Falkland Orientale (Isla Soledad/East Falkland) e da circa 200 isole minori, tra cui l'isola dei Leoni Marini (Isla de los Leones Marinos/Sea Lion Island). Il territorio delle due isole principali, separate dallo stretto di Falkland (Estrecho de San Carlos/Falkland Sound), è montuoso-collinare (le cime più alte sono: il Monte Adam (Monte Independencia/Mount Adam), 698 m, nell'isola Occidentale e il Monte Usborne (Cerro Alberdi/Mount Usborne), 705 m, nell'isola Orientale), con fasce costiere pianeggianti, a tratti paludose. Le coste sono molto articolate. Altre isole nell'arcipelago sono l'Isola Weddell e l'Isola West Point.

### Clima
Il clima presenta aspetti di transizione tra il tipo atlantico e quello subartico. L'escursione termica stagionale è limitata; la temperatura media giornaliera, durante i mesi centrali dell'inverno, si mantiene attorno ai 2 °C mentre quella del mese di gennaio, il più caldo dell'anno, non supera gli 11 °C, le precipitazioni sono tendenzialmente regolari e non si registrano minimi o massimi stagionali significativi, ma i quantitativi pluviometrici medi si mantengono da moderati a modesti, anche se possono variare da località a località a seconda della posizione dei rilievi rispetto alla costa e quindi dall'esposizione degli stessi alle correnti prevalenti (occidentali e meridionali). A causa della forte influenza delle temperature superficiali oceaniche (di qualche grado sopra gli 0 °C anche nel pieno dell'inverno australe) le precipitazioni cadono prevalentemente sotto forma di piogge.
Le nevicate tuttavia sono relativamente frequenti e si possono verificare per gran parte dell'anno (diventando eccezionali solo nel periodo centrale dell'inverno australe), gli accumuli però sono di regola scarsi e il manto nevoso ha una durata breve e incostante, in genere limitata a pochi giorni lungo le coste, mentre la persistenza della neve può mantenersi a lungo solo sui rilievi più elevati e in generale solo al di sopra dei 400 m. Nel complesso i regimi termici e precipitativi si presentano del tutto simili a quelli della vicina regione della Terra del Fuoco distinguendosene solo per alcuni tratti di maggiore marittimità. I forti venti, le basse temperature medie giornaliere (inferiori ai 10 °C per 10-11 mesi all'anno), la modestissima eliofania, fanno sì che la stagione vegetativa sia molto breve e non consentono la crescita di vegetazione arborea.

## Storia

### Storia antica e arrivo degli europei
Recenti ritrovamenti dimostrano che le popolazioni indigene provenienti dalla Patagonia arrivarono sulle isole in tempi antichi. Ciò è verificato dalla presenza di reperti quali punte di frecce e resti di una canoa.
Sulla scoperta da parte degli europei vi sono numerose ipotesi: nel 1520 il navigatore portoghese Esteban Gómez, disertando la prima circumnavigazione di Magellano, avrebbe avvistato le isole; oltre a lui altri navigatori come Simón de Alcazaba y Sotomayor (prima del 1540), John Davis (che nel 1592 si limitò alla sola annotazione sulle carte nautiche) e Richard Hawkins avrebbero le credenziali per accreditarsi la scoperta dell'arcipelago. Solo 170 anni dopo, nel 1690, John Strong vi mise piede, denominandole Falkland in onore del politico Anthony Cary, 5º Visconte di Falkland.
I primi coloni francesi giunsero nel 1763, guidati da Louis Antoine de Bougainville. Essendo quasi tutti dei malouins, provenienti cioè dal porto di Saint-Malo, le isole assunsero il nome francese di Îles Malouines, da cui è poi derivata la denominazione usata dalla maggior parte delle lingue romanze. Già nel 1766, comunque, la colonia fu ceduta dalla Francia alla Spagna dopo la sua partecipazione a fianco della Francia nella Guerra dei sette anni contro il Regno Unito, usciti poi vincitori dal conflitto.

### Rivendicazione argentina delle isole
Le Provincias Unidas del Rio de La Plata (odierna Argentina), dichiarando la propria indipendenza nel 1810, rivendicarono la sovranità alle isole e l'Argentina si considerò in seguito (assieme con altri paesi residui ai possedimenti spagnoli) continuatrice dei territori spagnoli in quella parte del continente.

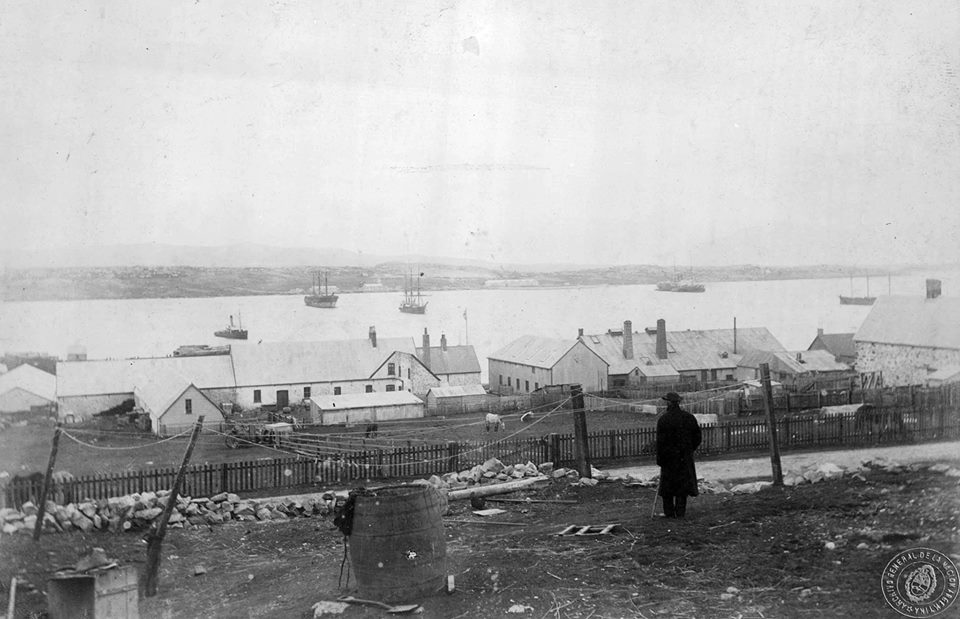
Le Falkland alla fine degli anni '20

Nell'anno 1820 il governo di Buenos Aires inviò una nave militare argentina sulle isole a prenderne possesso, subentrando alla Spagna. Successivamente, nel 1823, Luis María Vernet fu nominato governatore dell'arcipelago, ottenendo concessioni riguardanti diritti commerciali e industriali, quindi dai territori argentini giunsero autonomamente nelle isole dal 1825 alcuni gruppi di coloni, che praticarono in massima parte la pastorizia come mezzo di sostentamento. Il 10 giugno 1829 venne istituito il Governatorato con base sull'isola Soledad "Comandancia Política y Militar de las islas Malvinas", con giurisdizione sulle isole adiacenti al Cabo de Hornos, un ente di controllo che sorvegliava la regione di pesca marina, e la regolamentava. Il 30 di agosto del 1829 Vernet proclamò la fondazione di Puerto Luis.

### Arrivo dei britannici
Successivamente fu la volta dei britannici che, nel 1833, occuparono le isole espellendo i militari argentini e il loro comandante designato, José María Pinedo. Dichiararono inoltre la propria sovranità su tutto l'arcipelago, occupando e rivendicando la sovranità anche sulle isole Georgia del Sud e le isole Sandwich Australi, che erano disabitate. Una volta espulsa la guarnigione militare, restavano sull'isola principale una trentina di persone di origine varia (argentini, uruguaiani, brasiliani, uno scozzese). Dopo la conquista britannica, due di queste (un uruguaiano e un brasiliano) decisero di abbandonare l'isola, mentre tutti gli altri accettarono l'invito dei nuovi occupanti a rimanere (l'ultimo morì nel 1871).

### Prima guerra mondiale
L'8 dicembre 1914, durante la prima guerra mondiale, fu combattuta la battaglia navale delle isole Falkland tra alcuni incrociatori tedeschi comandati dall'ammiraglio Maximilian von Spee e una preponderante flotta britannica, comandata dal viceammiraglio Sir Frederik D. Sturdee. I tedeschi avevano intenzione di passare dall'Oceano Pacifico all'Atlantico, ma furono fermati e vinti dai britannici.

### Guerra delle Falkland

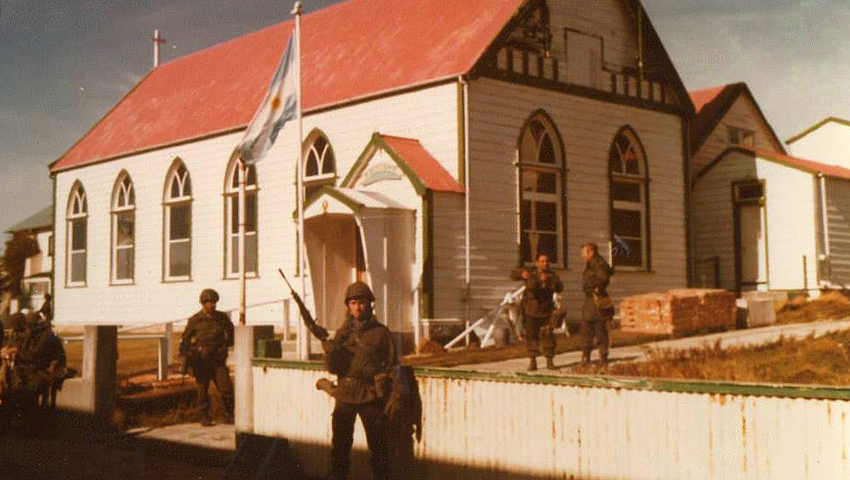
Soldati argentini durante l'occupazione delle isole

Il 2 aprile 1982 le isole furono occupate da una spedizione militare argentina inviata dalla dittatura militare al governo. Con risoluzione 502 del 3 aprile 1982, approvata a maggioranza, l'ONU chiese l'immediato ritiro dell'Argentina dalle isole.
La reazione del governo britannico all'invasione fu assai decisa: il primo ministro Margaret Thatcher inviò navi da guerra, un sottomarino nucleare, aerei e truppe che in alcune settimane riconquistarono il territorio. Questa sconfitta contribuì alla crisi e alla fine della dittatura militare in Argentina (1976-1983).
Oggi le isole sono uno dei territori non autonomi sottoposti alla supervisione del Comitato speciale di decolonizzazione (Comité de descolonización o Special Committee on Decolonization) delle Nazioni Unite, che ha lo scopo di controllare annualmente il rispetto delle azioni tese a evitare il colonialismo. A questo comitato, tuttavia, partecipavano nel 2017 solo 29 membri delle Nazioni Unite.

### Vicende recenti
La misura principale presa dal governo britannico, nel senso di escludere relazioni di subordinazione delle isole, è stato il ripristino e il perfezionamento, per i cittadini residenti, dello status di cittadini britannici a pieno titolo, senza ricorrere ad autonomia di governo. Per il resto, come reazione ai trascorsi, è stata sensibilmente aumentata la presenza militare britannica sulle isole e nei mari circostanti. Il Regno Unito rivendica per i cittadini delle isole, in grandissima parte di origine britannica, il diritto di autodeterminazione.
L'Argentina ha promosso in varie sedi alcuni pronunciamenti internazionali per la questione delle isole, alcuni di merito, altri di natura simbolica. Nel 2007 l'Uruguay negò l'accesso al porto di Montevideo a una nave militare britannica che era di pattuglia presso le Falkland, l'HMS Gloucester, e che aveva richiesto assistenza e rifornimento. Il 19 febbraio 2010 il presidente venezuelano Hugo Chávez ha dichiarato che il Regno Unito deve restituire le Falkland/Malvine all'Argentina, aggiungendo "che l'occupazione britannica delle isole è antistorica e dovuta unicamente all'avidità dei britannici in quanto nel sottosuolo delle Malvine si trova un ricchissimo giacimento di petrolio e gas naturale". Il 3 luglio dello stesso anno le autorità della Siria si sono dette impegnate nel difendere il diritto di sovranità argentino sulle Falkland. Inoltre, dall'agosto 2010 il Mercosur, l'Unasur, l'Alleanza Bolivariana per le Americhe, l'Organizzazione degli Stati americani e il Marocco appoggiano il reclamo argentino delle isole. Da parte sua il governo della Repubblica Argentina continua a ribadire la propria sovranità sulle isole, sia in forma ufficiale che nella comunicazione sui social media.

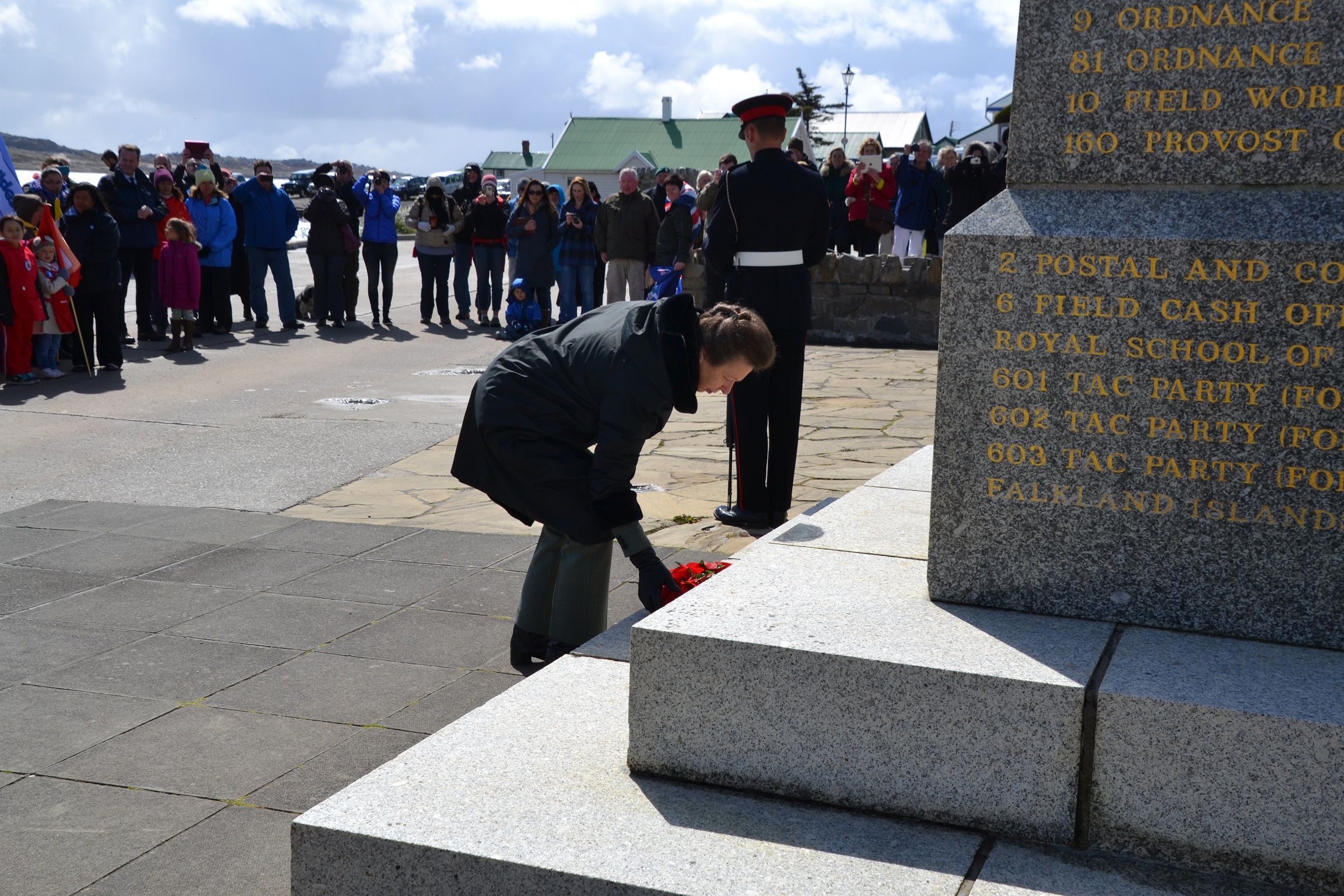
La principessa Anna in visita alle isole nel 2016

Tra gli stati membri del Commonwealth, in alcuni dei quali è sovrano il re Carlo III del Regno Unito, vi sono molti che hanno aderito alla petizione argentina riguardo all'invito delle Nazioni Unite, di stabilire un dialogo tra i due contendenti delle isole. Tali paesi (Bahamas, Barbados, Dominica, Grenada, Guyana, Giamaica, Saint Lucia, Saint Kitts e Nevis e Saint Vincent e Grenadine), avendo partecipato al XXII vertice della Comunità di Stati Latinoamericani e dei Caraibi (CELAC), tenutosi nel 2010 a Playa del Carmen, Messico, hanno approvato l'ordine del giorno nel quale era presente la rivendicazione argentina.
Nel febbraio del 2012, un gruppo di intellettuali argentini ha chiesto una revisione della politica del governo in carica, che ha rivendicato nuovamente la sovranità sull'arcipelago. Per tutta risposta il governo di Buenos Aires ha emesso una moneta che commemora il tentativo di conquista delle isole da parte della giunta militare nel 1982.
Con il referendum del 10 marzo 2013 il 99,8% della popolazione locale ha votato per mantenere sull'arcipelago lo status politico di territorio britannico d'oltremare. Infatti dei 1517 votanti (il 92% degli aventi diritto), solo tre hanno risposto in modo negativo alla richiesta di conferma della situazione attuale. Il governo argentino ha reagito al risultato disconoscendo la validità dell'esito del voto, giudicato dalla presidente argentina Kirchner come una "parodia".

## Società
Le isole contavano 3 398 abitanti nel 2016; in massima parte di origine britannica (in particolare scozzese). A differenza dei residenti in altri territori d'oltremare del Regno Unito, e nel Commonwealth, che hanno varie forme di autonomia, in risposta alla respinta invasione argentina, gli abitanti delle Falkland hanno ora la piena cittadinanza britannica in virtù del British Nationality (Falkland Islands) Act 1983 (Legge sulla Nazionalità Britannica (Isole Falkland) del 1983).

### Religioni
La Chiesa anglicana, principale denominazione cristiana nelle isole Falkland/Malvine, è presente nell'arcipelago attraverso la parrocchia anglicana delle Isole Falkland.
La Chiesa cattolica conta circa 300 fedeli, che fanno capo alla prefettura apostolica delle Isole Falkland o Malvine.

### Lingua
La lingua ufficiale delle Isole Falkland è l'inglese. Ci sono anche ispanofoni per via della vicinanza geografica con l'Argentina.

## Politica
Il Capo di Stato del territorio è il Sovrano britannico rappresentato dal Governatore, che, dal luglio 2022, è Alison Mary Blake.
Il parlamento delle Isole Falkland è, unicamerale, l'Assemblea legislativa; in funzione dal 1845 con il Consiglio legislativo che dal 2009 cambia la denominazione con la riforma della Costituzione. I membri sono undici, di cui otto eletti ogni quattro anni e due membri del Consiglio dell'esecutivo cioè il Capo dell'esecutivo, il Direttore delle finanze ed il Presidente dell'Assemblea.
Il Capo dell'esecutivo (o governatore)  ha un ruolo simile al Primo ministro. Dal 2021 è Andy Keeling.
Le elezioni vengono convocate ogni quattro anni. Non esistono dei partiti politici.
Le materie di cui il governo locale non può occuparsi, secondo la costituzione delle isole, sono la difesa e i rapporti con l'estero.

## Economia e trasporti
Le principali fonti di sostentamento dell'arcipelago sono la pesca e l'allevamento; si ritiene inoltre che nel sottosuolo dell'area vi siano giacimenti petroliferi.
Grazie anche alla base militare costruita dai britannici dopo il 1982 e allo sviluppo turistico, l'economia dell'arcipelago è in costante miglioramento.
I collegamenti aerei regolari dall'Europa per le Isole Falkland sono gestiti dalla Royal Air Force britannica tramite la compagnia di leasing aereo AirTanker, con due voli settimanali dalla base aerea di Brize Norton, accessibili anche a passeggeri civili. I collegamenti aerei regolari dal Sud America sono invece gestiti dalla compagnia aerea cilena LATAM Airlines, con un volo settimanale da Santiago del Cile via Punta Arenas, che una volta al mese aggiunge uno scalo a Río Gallegos per i passeggeri argentini. Non esistono collegamenti navali regolari, anche se le isole sono scalo relativamente frequente di navi mercantili e occasionalmente da crociera.

## Sport

### Calcio
Le Isole Falkland hanno un proprio campionato di calcio.

## Galleria d'immagini

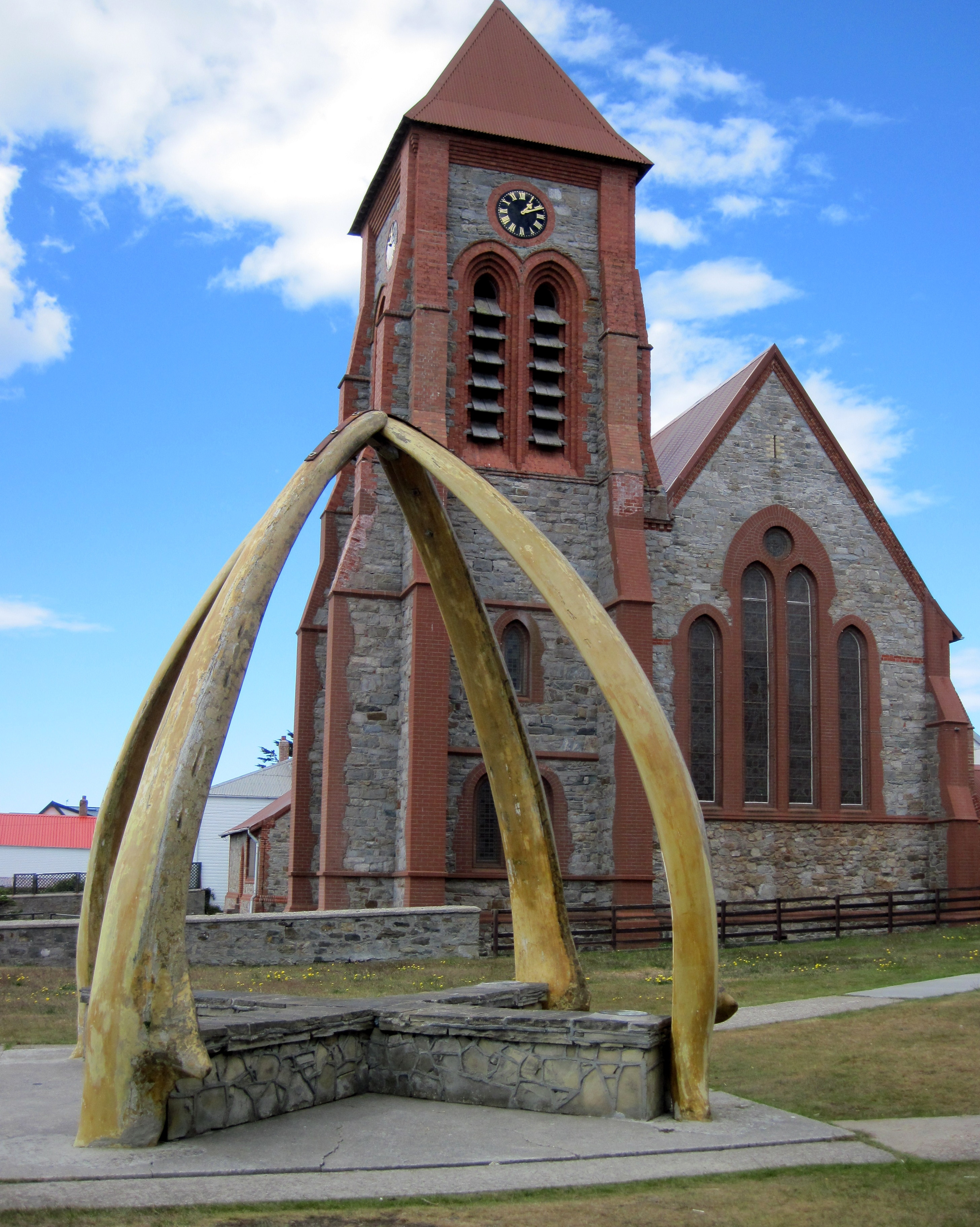
Cattedrale di Stanley.
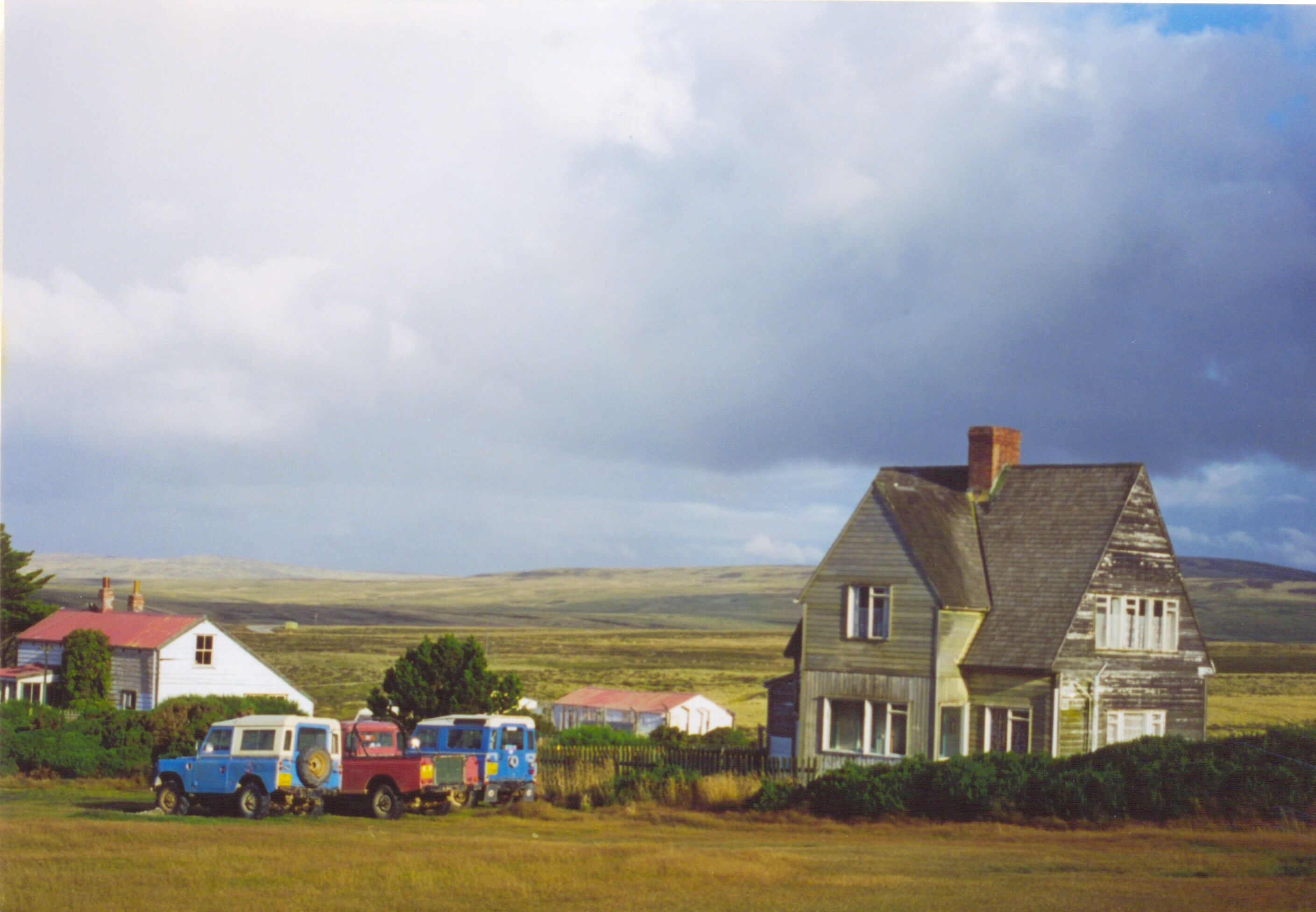
Fattoria.
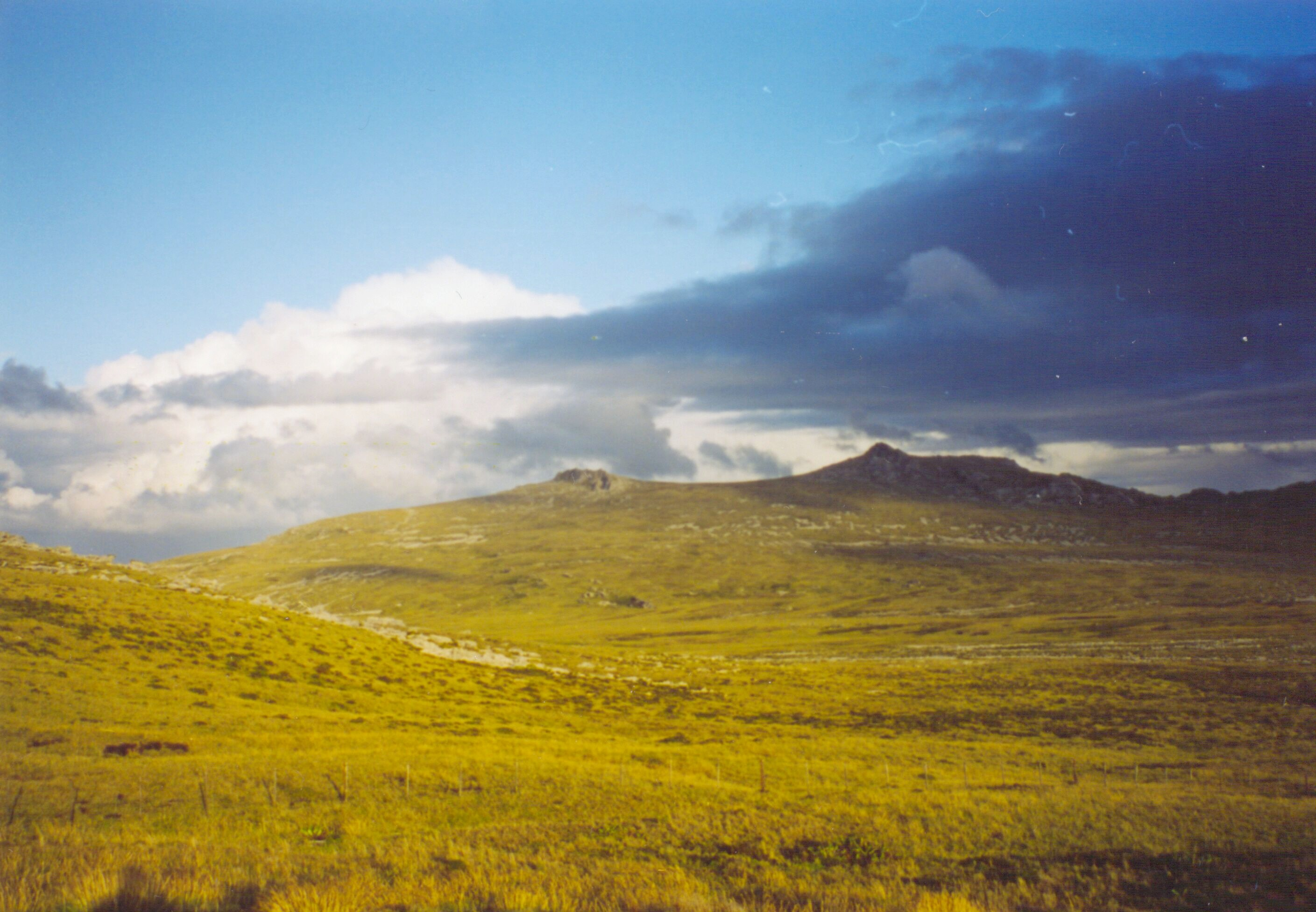
Veduta dell'interno.
Isole Falkland/Malvine con toponomastica spagnolo-argentina.
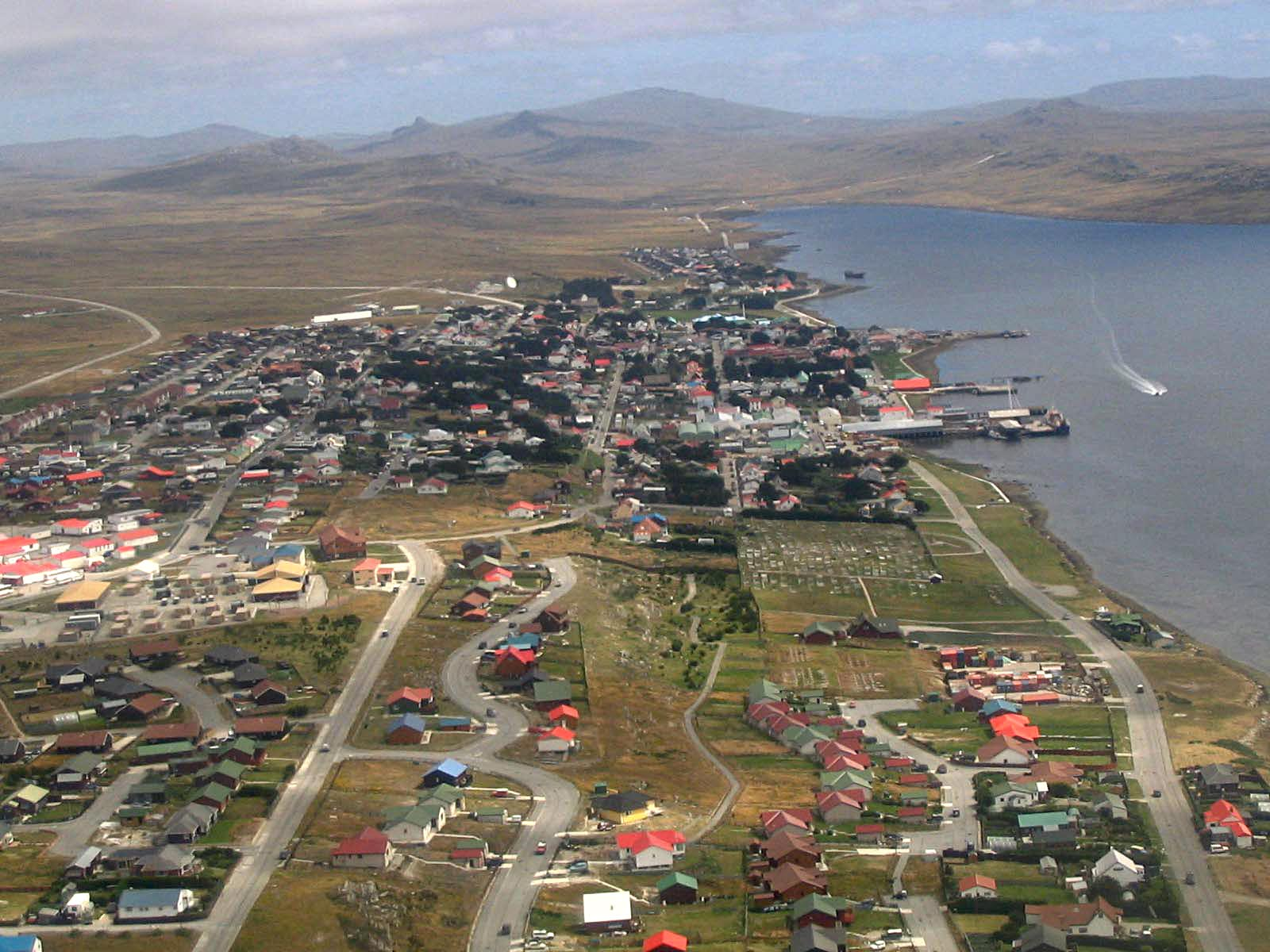
Veduta di Stanley.
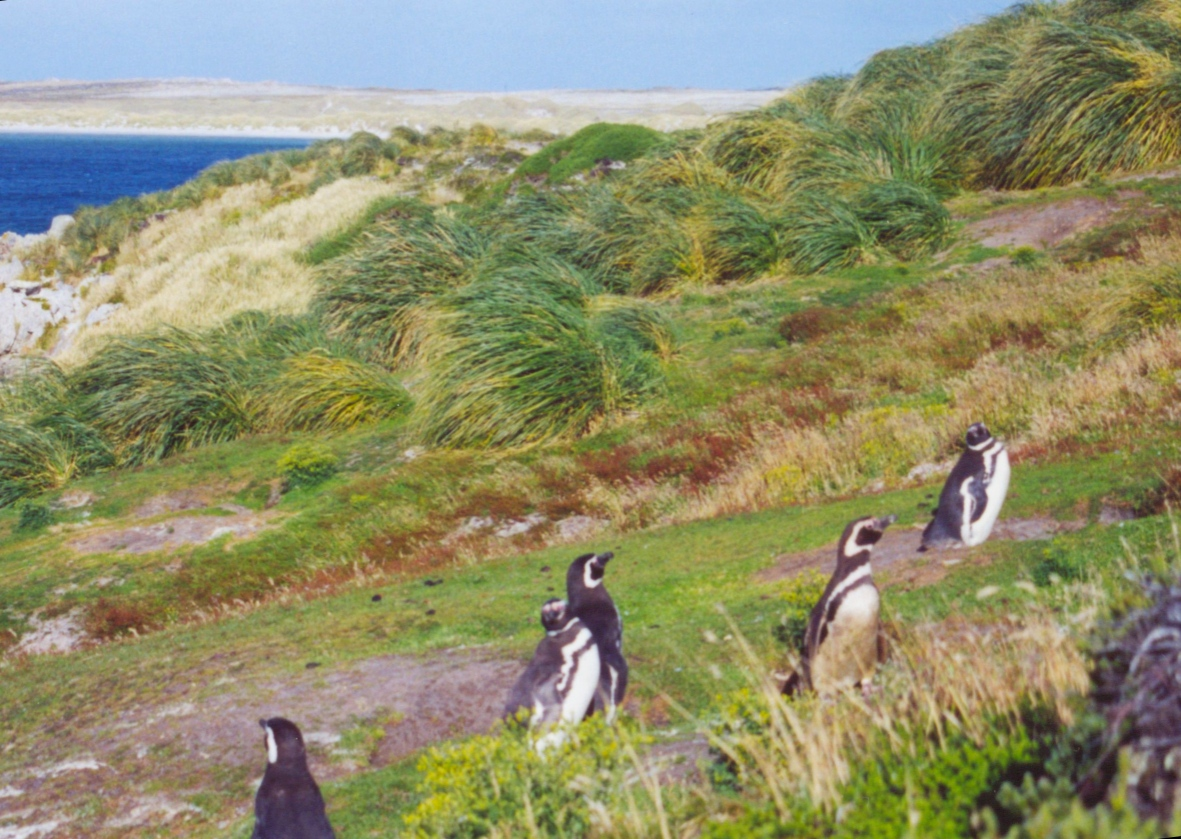
Pinguini a Gypsy Cove.